# Lucien Buysse

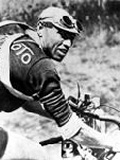
Lucien Buysse

Lucien Buysse (ur. 22 lutego 1893 w Wontergem, zm. 3 stycznia 1980 w Deinze) – belgijski kolarz szosowy.
Przed swoim zwycięskim występem w Tour de France był pomocnikiem Ottavia Bottecchii w drużynie Automoto, jednak gdy ten wskutek złej pogody wycofał się z wyścigu w 1926, Buysse przy pomocy swojego brata Jules'a sięgnął po żółtą koszulkę lidera. Rodzina Buysse była swoistym klanem kolarskim, już w 1913 roku w Tour de France ścigał się Marcel Buysse, starszy brat Luciena i Jules'a.
Po zakończeniu kariery zajmował się hodowlą gołębi pocztowych.

## Najważniejsze sukcesy
- 1926: zwycięstwo Tour de France
- 1920: 2. miejsce na Liège-Bastogne-Liège
- 1920: 3. miejsce na Paryż-Roubaix
- 1921: 4. miejsce Giro d'Italia

### Występy na Tour de France
- 1914: nie ukończył
- 1919: nie ukończył
- 1923: 8. miejsce
- 1924: 3. miejsce
- 1925: 2. miejsce (2 wygrane etapy)
- 1926: 1. miejsce (2 etapy)
- 1929: nie ukończył
- 1930: nie ukończył